# 수리중학교
수리중학교(修理中學校)는 대한민국 경기도 군포시 산본동에 있는 공립 중학교이다.

## 학교 연혁
- 1994년 2월 28일 : 수리중학교 설립 인가
- 1994년 3월 21일 : 초대 김찬수 교장 취임
- 1994년 4월 6일 : 개교
- 1997년 2월 14일 : 제1회 졸업 342명
- 2023년 3월 1일 : 제11대 정수인 교장 취임
- 2024년 1월 5일 : 제28회 졸업 222명 (8학급)
- 2024년 3월 4일 : 1학년 입학 244명 (9학급)

## 참고 자료
- 수리중학교 - 한국교육학술정보원 학교알리미